# Cesara
Cesara – miejscowość i gmina we Włoszech, w regionie Piemont, w prowincji Cusio Ossola.
Według danych na rok 2004 gminę zamieszkiwało 606 osób, 55,1 os./km².